# Juan Alberto Belloch Julbe
Juan Alberto Belloch Julbe (Mora de Rubielos, Terol, 3 de febrer de 1950) és un jurista i polític aragonès, diverses vegades ministre en el darrer govern de Felipe González i alcalde de la ciutat de Saragossa entre 2003 i 2015.

## Biografia
Va néixer el 3 de febrer de 1950 a la població aragonesa de Móra de Rubiols, situada a la província de Terol. Era fill de José María Belloch Puig. Va estudiar dret a la Universitat de Barcelona, i posteriorment l'any 1976 va ingressar a la carrera judicial, esdevenint jutge del Jutjat d'Instrucció i de Primera Instància de l'Illa de La Gomera. Successivament va ser destinat a Berga, Vic i Alcoi, sent traslladat l'any 1980 al País Basc. Magistrat des de 1981, va fundar el 1984 l'Associació Pro Drets Humans del País Basc i va ser nomenat portaveu del col·lectiu progressista de magistrats Jutges per a la Democràcia. També va ser fundador de l'Associació de Magistrats Europeus per a la Democràcia i les Llibertats, organització de la qual el 1984 en va ser vicepresident. El 1985 va ser president de la Secció Segona penal de l'Audiència Provincial de Bilbao i el 3 de novembre de 1988 va ser nomenat pel Consell General del Poder Judicial (CGPJ) president de l'Audiència Provincial de Bilbao, càrrec en el qual va romandre fins a l'octubre de 1990, moment en el qual va ser escollit vocal del CGPJ pel Congrés dels Diputats a proposta del PSOE.

## Activitat política
El 14 de juliol de 1993 va ser designat Ministre de Justícia en el darrer govern de Felipe González. El 5 de maig de 1994 fou nomenat Ministre de l'Interior, (de fet amb un Ministeri de nova creació, el Ministeri de Justícia i Interior), en substitució d'Antoni Asunción Hernández, el qual presentà la dimissió després de la fugida de Luis Roldán.
Afiliat al Partit Socialista Obrer Espanyol (PSOE) al maig de 1996, va ser escollit diputat al Congrés dels Diputats per la província de Saragossa en les eleccions generals d'aquell any. Al Congrés dels Diputats va esdevenir vocal suplent de la Diputació Permanent, vocal de la Comissió Constitucional i portaveu de la comissió de Justícia i Interior.
Actual president de la Comissió executiva Regional dels socialistes a Aragó des de la celebració del XI Congrés regional, el 26 de juny de 1998 fou escollit candidat socialista en les eleccions primàries a l'Ajuntament de Saragossa per a les eleccions municipals del 13 de juny de 1999, quedant en segona posició.
En les eleccions municipals de 2003 va resultar escollit alcalde de Saragossa després de guanyar les eleccions amb 114.952 vots (33,90%) i 12 regidors del PSOE enfront de 110.747 vots (32,66%) i 11 regidors del PP. Després de pactar amb la Chunta Aragonesista que va aconseguir 62.211 vots (18,34%) i 6 regidors, va arribar la majoria absoluta en la primera votació del consistori saragossà. En les eleccions municipals de maig de 2007 va ser reelegit alcalde amb 13 regidors, càrrec des del qual ha contribuït a aconseguir l'organització de l'Exposició Internacional de 2008, projecte que ja venia gestionant-se per l'anterior alcalde José Atarés Martínez.